# Ctenophoraster
Genre
Ctenophoraster  est un genre d'étoile de mer de la famille des Astropectinidae.

## Taxinomie
Selon World Register of Marine Species (27 janvier 2015) :
- Ctenophoraster diploctenius Fisher, 1913 -- Philippines et Indonésie
- Ctenophoraster donghaiensis Liao & Sun, 1989 -- Mer de Chine
- Ctenophoraster hawaiiensis Fisher, 1906 -- Hawaï
- Ctenophoraster marquesensis Marsh, 1974 -- Pacifique